# بول رومانو
بول رومانو (بالفرنسية: Paul Romano)‏ (1 يناير 1892 - ) هو لاعب كرة قدم فرنسي، يلعب كمدافع، ولعب 3 مباريات.

## مسيرته

### مسيرته مع المنتخبات الوطنية
- 1911 - 1912 لعب مع منتخب فرنسا لكرة القدم 3 مباريات.

## روابط خارجية
- بول رومانو على موقع قاعدة بيانات كرة القدم.إي يو (الإنجليزية)
- بول رومانو على موقع ناشيونال فوتبول تيمز (الإنجليزية)
- بول رومانو على موقع أوليمبيديا (الإنجليزية)